# Zenica (Czarnogóra)
Zenica (cyr. Зеница) – wieś w Czarnogórze, w gminie Pljevlja. W 2011 roku liczyła 94 mieszkańców.